# Discographie de Tullio De Piscopo
 (septembre 2023).
Le contenu est difficilement compréhensible vu les erreurs de traduction, qui sont peut-être dues à l'utilisation d'un logiciel de traduction automatique.
Cet article décrit la discographie de Tullio De Piscopo, batteur, compositeur, percussionniste, chef d'orchestre et chanteur italien. Cette discographie se compose au début de disques en vinyle : albums 33 tours et singles 45 tours, albums studio et enregistrements live avec une sélection de chansons différentes, compilations des meilleurs succès. Les éditions ont été distribuées par plusieurs labels. La musique de Tullio De Episcopo a été publiée aussi sur CD.

## En tant que leader ou coleader

La band de Tullio De Piscopo, le 27 janvier 2012

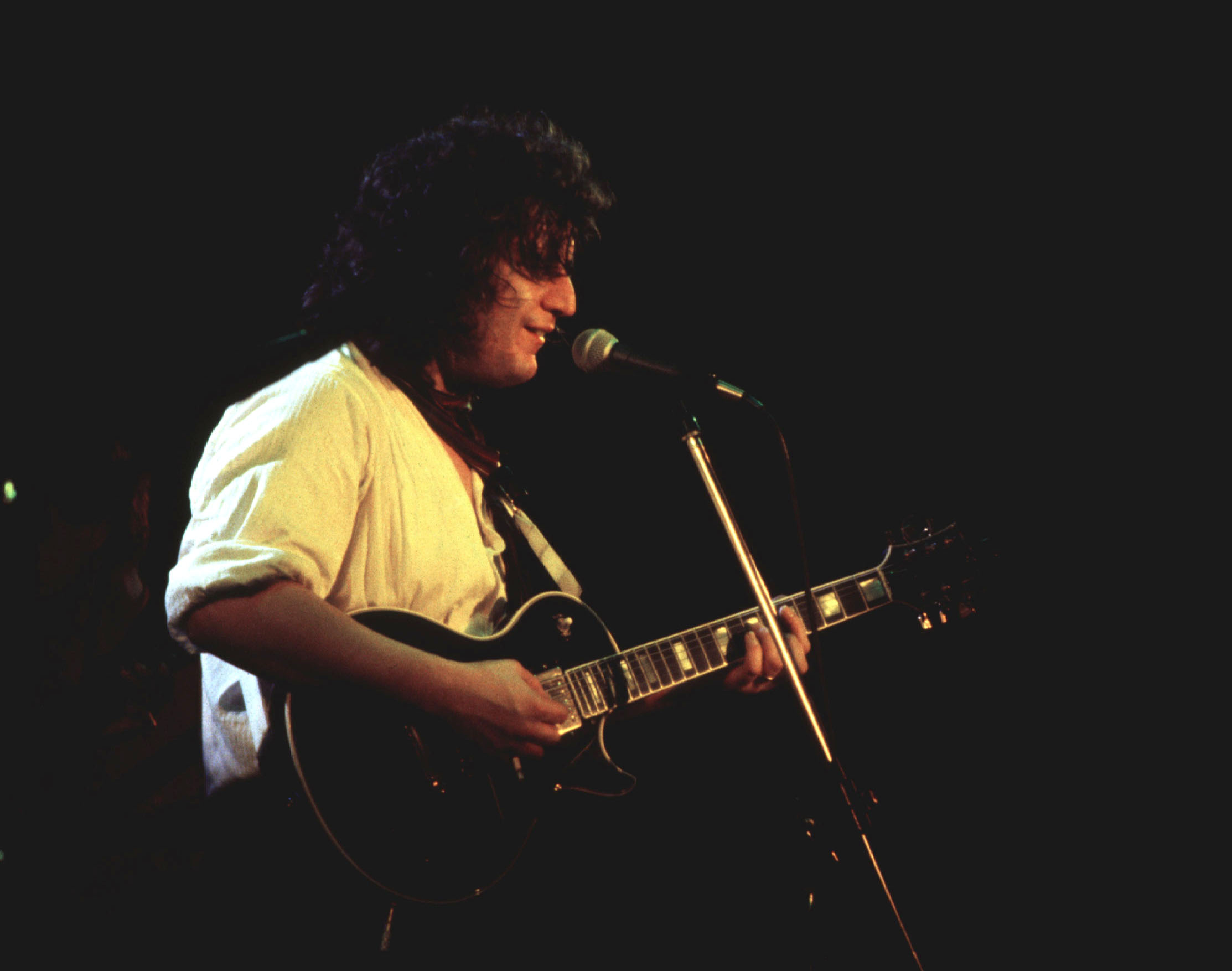
Pino Daniele, 1982

Tullio De Piscopo a publié en 1971 son premier disque  - Fastness/Coagulation, un 45 tours, maintenant très demandé par les collectionneurs - quand il avait 25 ans. En 1984, il a commencé à enregistrer des disques avec Pino Daniele. Andamento lento, présenté en 1988 au Festival de Sanremo, a été un succès. Par ces mots, il a rappelé dans une interview comment il a conçu et développé cette musique : « [...] Un soir, j'étais en taxi à Rome, un trafic monstrueux. Le chauffeur de taxi dit : Soyez patient, c'est tout en "andamento lento" ici. Je lui ai tout de suite ordonné d'aller en taxi jusqu'à Naples, en parcourant non pas l'autoroute, mais la Pontina. C'était janvier, la mer très agitée. J'ai pensé à l'eau qui glisse, des vagues gigantesques. J'ai pensé à Bob Marley et j'ai écrit les résonances noires. J'ai pensé à Volare de Modugno et j'ai adapté le chœur de mon morceau. Nous sommes arrivés la nuit à Naples : la pizza à Santa Lucia et une limonade à Porta Capuana. J'ai fait écouter à maman le brouillon de la chanson et elle a dit que c'était une bombe. Nous sommes retournés à Rome pour l'enregistrer et le chauffeur de taxi a gagné 400.000 lires, pour ce voyage. ».
Tullio De Episcopo, dans une autre interview, a rappelé avec des mots touchants son ami Pino Daniele, prématurément disparu : « [...] Pino était par exemple le seul chanteur que j'ai accompagné en live, mais il n'était pas un chanteur : il était surtout un musicien. C'était un grand guitariste, un grand musicien avec un M majuscule. Je n'ai jamais vu personne étudier comme lui, il cherchait toujours des solutions harmoniques nouvelles. Et puis lui aussi, comme je voulais le faire, a donné des mots à sa musique. Nous nous sommes aimés l'un l'autre. Nous avions une grande passion. Pas la passion pour la bière, d'elle ou de lui, non : la Passion. Une chose au-delà. La syntonie. Nous n'avions pas besoin de répéter! Quelque chose de magique en sortait. Allez voir les enregistrements. ».
45 tours
- 1971 : Fastness/Coagulation (Analogy, Tre 0)
- 1973 : Also Sprach Zarathustra/Fastness (Bambara, 7781) (avec "Ciato And Ciato's")
- 1976 : Semplicità/Funiculì funiculà (Carosello, CI-20434)
- 1978 : Black star/Temptation (Carosello, CI-20472)
- 1980 : Gabbie/Drum dream (Carosello, Cl 20481)
- 1984 : Stop Bajon/Stadera (Bagaria/EMI Italiana, BAG-X 001)
  -  : Keep On Movin'/I 'sono 'e notte (Bagaria) (avec Pino Daniele)
  -  : Assaje/Sonata D'Amore (Bagaria, 06 2000437) (avec Lina Sastri)
- 1985 : E fatto 'e sorde!E?/Radio africa (EMI Italiana, 2009497)
  -  : E fatto 'e sorde!E? (Money Money)/Eaten Alive (EMI, 40 1792996) (avec Diana Ross)
  -  : Radio africa/Guru-Guru-He (ZYX Records)
- 1988 : Andamento lento/Tamboo-tamboo da rè (it) (EMI Italiana, 2024577)
  -  : Libero/Che cosa hai rotto 'o cazz? (EMI Italiana)
  -  : Energia Compressa/Pink Cadillac (Costa Est, 14 2028156) (avec Natalie Cole)
  -  : Che Cosa Hai? (Extended Version) (Costa Est, 14 2028576-EMI, 14 2028576)
  -  : Stop Bajon (Primavera)/The Night (ZYX Records, 1921) (avec Valerie Dore)
- 1989 : E allora allora/Good times my friend (EMI Italiana, 2032867)
  -  : Cosmopolitana (Flying Records Italia, FIT 009)
  -  : E Allora E Allora/Street Happiness (EMI, 00 17933547) (avec Enzo Avitabile et Afrika Bambaataa)
- 1990 : Jastaò/Ipnotiko (EMI Italiana, 2039386)
  -  : Oulele' Magidi/Per Amore Mio (EMI, 00 1793997) (avec Roberto Vecchioni)
- 1991 : Oulelè magidì/Milano 1969 Tic...|Oulelè magidì/Milano 1969 Tic Tac Toc... (EMI Italiana, 2042956)
  -  : Buco nella mente (Costa Est, 14 2043936 - EMI, 14 2043936)
- 1993 : Qui gatta ci cova (EMI Italiana, 7243 80524 2 9)
- 1994 : I Tammuri (avec Andrea Surdi) (Target, GTDS 516)
- 1995 : Infinity/Ciapa ciapa el maruchein (TIME (2), JB 9536 TIME) (avec les Datura)
- 1997 : Maronna che rumba (avec la "Banda del Mediterraneo") (Logo Records, LOGO 001)
- 1998 : Stop Bajon/Stay (ZYX Music, ZYX 0016-12) (avec Marx & Spencer)

Albums studio
Parmi l'ensemble des albums studio publiés au cours de sa carrière, Tullio De Piscopo dans une interview a rappelé Sotto e 'ncoppa, qui contient la chanson A' cozzeca, dont il a écrit à la fois les mots et la musique : « Puis j'ai pensé à donner la parole à ma musique, à mes tambours. Tout d'abord avec Divario, puis, toujours à partir du disque « Sotto e 'ncoppa » édité par Carosello de la Curci, A' cozzeca. La moule qui se disculpait devant le tribunal des juges de la mer qui l'accusaient d'avoir apporté le choléra, et la moule qui blâmait les hommes qui avaient donné à manger saloperies, de la merde. Et puis, avec le morceau M'briachete tu, qui déjà dans son titre avait du rythme. ».
En 2010 Alex Britti apparaît sur les scènes en tant que collaborateur de Tullio De Piscopo : c'est en effet sa guitare, dans la chanson Pummarola Blues, contenue dans l'album Questa è la storia de Tullio De Piscopo.
- 1974 : Suonando la batteria moderna (it) (Vedette Records, VPA8179)
- 1976: Sotto e 'ncoppa (it) (Carosello, CLN 25061) « Tullio De Piscopo Revolt Group »
  -  : Tullio De Piscopo vol. 2 (it) (Carosello, CLN 25067)
- 1978 : Future percussion (it) (Carosello, CLE 21038)
  -  : Concerto per un film: L'arma (it) (Carosello, CLN 25080)
  -  : Metamorphosis (Tullio De Piscopo e Oscar Rocchi) (it) (Ring Records RLP 511) (avec Oscar Rocchi)
- 1983 : Acqua e viento (it)[note 1]. (EMI Italiana, 1655291) (avec Joe Amoruso, Beppe Lanzetta et Pino Daniele)
- 1985 : Passaggio da oriente (it)[note 2] (EMI Italiana, 2403881)
- 1986 : Drum symphony (it) (EMI Italiana, 2406531)[note 3]
- 1988 : Bello carico (it) (EMI Italiana, 7908181)[note 4]
- 1989 : Album (Tullio De Piscopo) (it) (EMI Italiana, 7922571)
- 1991 : De Piscopo (it) (EMI Italiana, 7962341)
- 1993 : Cosmopolitana (it)[note 5] (EMI Italiana, 14592 9)
- 1995 : Zzacotturtaic (it) (Fonit Cetra, TLPX 393)[note 6] (avec le Coro du Théâtre de la Scala de Milan, l'Orchestra Franz Schubert de Milan, Renato Sellani, Antonio Faraò et Roberto Fabbriciani
- 1997 : Pasiòn mediterranea (it) (Azzurra Music, TAP012)
- 2000 : Jazz Friends
- 2001 : Italian jazz machine - Planet jazz (Splasc(h) records, CDH1501.2)
- 2002 : Tempo di perkuotere (Video RAI, 004842)
  -  : Cafè do sol (featuring : Isabel Cortez)
- 2003 : Intersky 2003 (Video RAI, 017419 004668)
- 2004 : Pummarola Bluse Band - Live in Zurich at Moods club (RAI Trade, 600829) (avec Buddy DeFranco)
- 2007 : Bona Jurnata (it) (Capriccio, CAPR001)
- 2009 : Tango para mi suerte
  -  : Why stop now ! Big band alla stars (avec Mike Stern, Randy Breker, Mike Mainieri, Bob Mintzer, Slide Hampton, Eddie Daniels, Mike Stern)
- 2013 : Bitter Sweet (Hydra Music, 8054181010336)

Compilations
- 1995 : Energia compressa (EMI Italiana, 7243 30088 2 7)
- 1997 : The best of Fox (Giallo Records, SAF 018) [note 7]
- 1998 : I miei grandi successi (Azzurra Music, 109225)
- 2010 : Questa è la storia (103, 0205529CET)[note 8],[4]
- 2015 : 50 Trilogy, Musica senza padrone (Warner Music Group) (3 cd. 56 chansons, dont trois inédites : Destino e Speranza dédiée a Pino Daniele, Funky Virus et Canto d'oriente)

Album live
- 1981 : Tullio De Piscopo - live (it) (Carosello, ORL 9036)
- 2014 : A volte arriva il jazz - Album  live au Blue Note de Marco Massa; specials guests : Renato Sellani, Tullio De Piscopo et Francesco Baccini

## En tant que sideman

### Jazz, Latin Jazz, Tango, Funk, Soul, Blues, Pop, Italo-disco

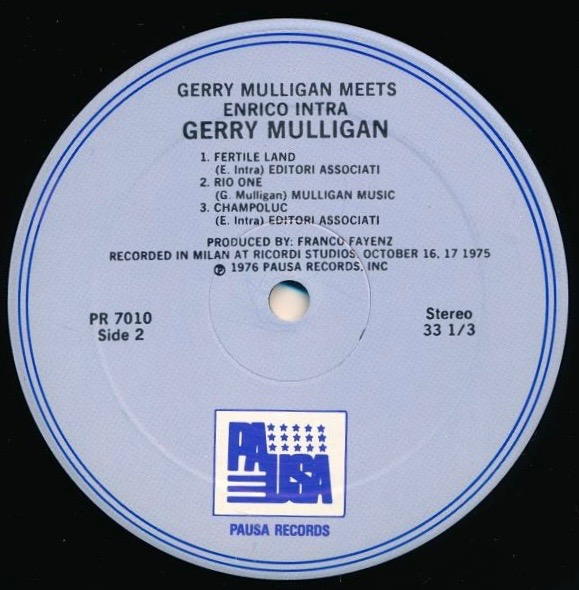
Gerry Mulligan meets Enrico Intra (label), 1976

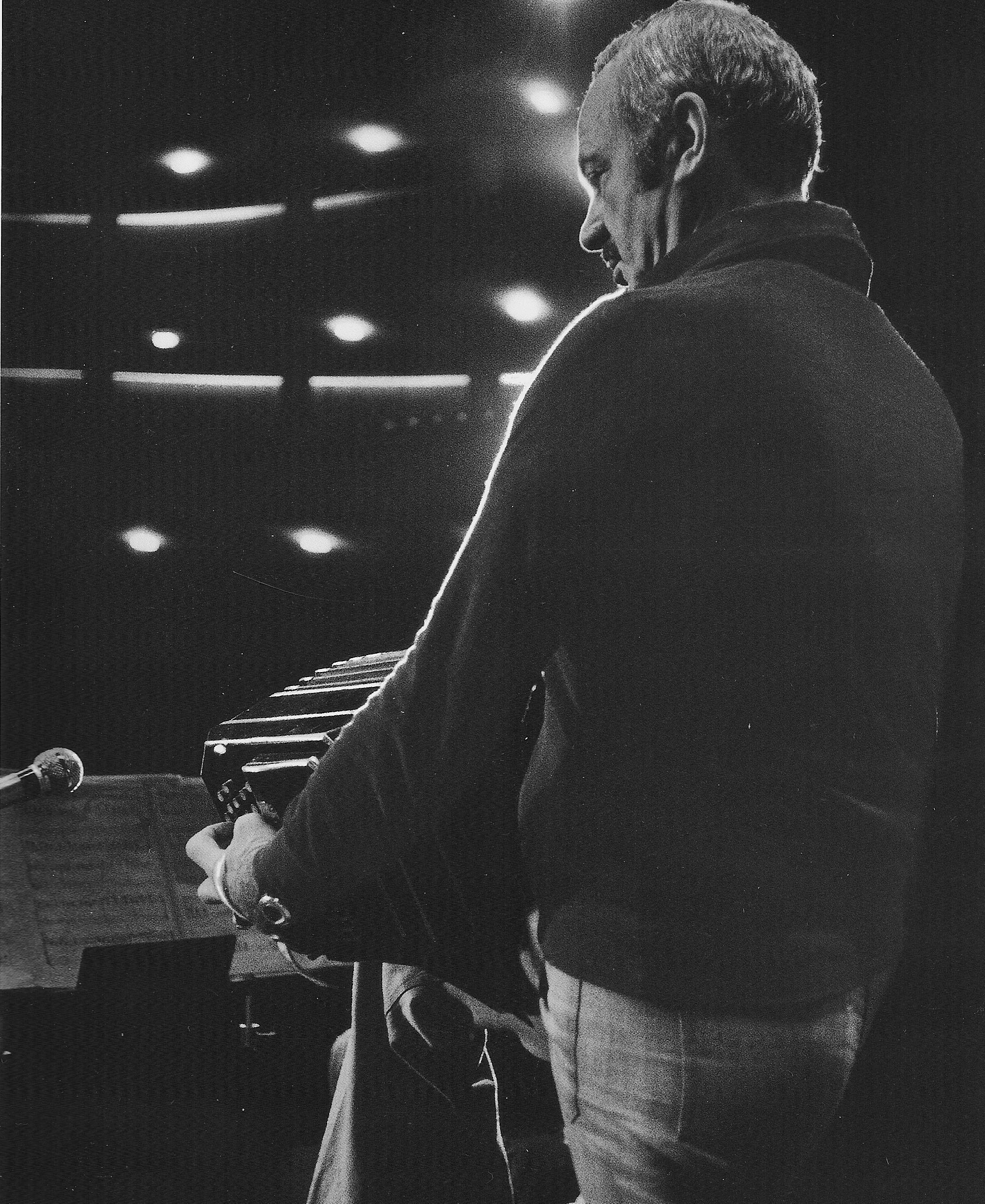
Astor Piazzolla, 1975

Avec le Franco Cerri jazz quartet
- 1970 : Franco Cerri
- 1971 : Quartettino

Avec Franco Cerri
- 1971 : 6
- 1973 : Metti una sera Cerri

Avec le Giorgio Buratti jazz quartet
- 1971 : Explosion

Avec la Pantaleon Perez Prado Orchestra
- 1972 : Escandalo

Avec le Guido Manusardi jazz quartet
- 1972 : Live Suite
- 1973 : Weekend's Jazz Impression

Avec Aldemaro Romero
- 1972 : La Onda Máxima
- 1976 : Onda Nueva Instrumental

Avec Romano Mussolini
- 1973 : Mirage (Romano Mussolini) (it) (PDU) (avec Romano Mussolini : Fender Rhodes ; Piero Montanari : basse électrique ; Roberto Spizzichino : batterie ; Glauco Masetti : saxophone ; Emilio Soana : trompette ; Tullio De Piscopo : percussions)

Avec Tito Schipa Jr.
- 1973 : Orfeo 9 (it)[note 9] (Fonit Cetra LPX 16/17)

Avec le Guido Manusardi Trio
- 1974 : Impresii Din Vacantà

Avec  le Renato Sellani jazz trio
- 1974 : Piazza Sant'Eufemia

Avec Giancarlo Barigozzi
- 1974 : Woman's colours

Avec Astor Piazzolla
- 1974 : Summit (album) (Summit-Reunion Cumbre) (Erre t v, rtv 25046) (avec Gerry Mulligan : saxophone baryton ; Astor Piazzolla : bandonéon ; Angel Pocho Gatti : piano, Fender Rhodes, organe Hammond ; Pino Presti : basse électrique ; Tullio De Piscopo : batterie ; Alberto Baldan Bembo et Gianni Zilioli : marimba ; Filippo Daccó et Bruno De Filippi : guitare ; Umberto Benedetti Michelangeli : premier violon ; Renato Riccio : première viole ; Ennio Mori premier violoncelle)
  -  : Libertango (avec Astor Piazzolla : bandoneón, arrangement, conduction ; Felice Da Viá : piano ; Felice Da Viá et Gianni Zilioli : orgue Hammond ; Gianni Zizoli : marimba et flûte en sol ; Hugo Heredia et Gianni Bedori : flûte en do ; Pino Presti : guitare basse ; Filippo Daccó : guitare électrique et acoustique ; Andrea Poggi : timbales ; Umberto Benedetti Michelangeli : violon ; Elsa Parravicini : alto ; Paolo Salvi : violoncelle)
- 1976 : Lumière/Suite Troileana
- 1978: Chador
  -  : Mundial
  -  : Collection
- 1979 : Biyuya
- 1992 : Citè Tango
  -  : Astor Piazzolla

Avec le Gianni Basso jazz quartet
- 1975 : Hit

Avec Gian Piero Reverberi
- 1976 : Timer (album) (it) (Pausa Records/Produttori Associati)
- 1977 : Stayrway To Heaven

Avec Gerry Mulligan et Enrico Intra
- 1976 : Gerry Mulligan meets Enrico Intra (it) Mulligan meets (Produttori Associati, PA/LP 60/2 - Pausa Records, PR-7010 - Teldec Records, 6.22662 AS)

Avec Giorgio Azzolini
- 1976 : The Scicluna Street

Avec le Mario Rusca Jazz quartet
- 1976 : Suspension

Avec Roxy Robinson
- 1977 : Silence and other sounds

Avec Larry Nocella
- 1977 : No Secrets

Avec le Slide Hampton Jazz quintet
- 1977 : Stright Ahead

Avec Riccardo Zappa
- 1978 : Chatka

Avec Josè Mascolo
- 1978 : Josè Mascolo

Avec Sante Palumbo et Stefano Cerri
- 1978: Jazz Promotion

Avec Gianni Basso et Franco D'Andrea
- 1979 : Jazz Jamboreè

Avec Franco Cerri, Dado Moroni et Julius Farmer
- 1979 : Franco Cerri introducing Dado Moroni (coauteur)

Avec le Chet Baker quintet
- 1980 : Chet Baker Estival Jazz Switzerland

Avec Cesare Poggi
- 1980 : Ragtimes and drags

Avec Niels Henning, Orsted Pedersen et Franco Ambrosetti
- 1981 : Bluesology

Avec la Don Costa Orchestra
- 1981 : Don Costa plays the Beatles

Avec le Massimo Urbani Jazz Quartet
- 1983 : Max Leaps Inn

Avec l'Oscar Rocchi Afro Jazz Group
- 1983 : The Tropicals

Avec l'Oscar Rocchi Funky Jazz
- 1984 : Bam Bamsha

Avec John Lewis
- 1986 : John Lewis Plays the Beach

Avec Astor Piazzolla et Gerry Mulligan
- 1987 : Tango Nuevo

Avec Lalla Morini
- 1988 : Tullio De Piscopo presenta Lalla Morini (Dire, FO 382)

Avec Gianni Basso et Guido Manusardi
- 1991 : Jazz in Italy

Avec Claude Bolling
- 1993 : Pic Nic Suite

Avec Mario Rusca Pretext
- 1994 : Tempo JAZZ

Avec l'Everest Group
- 1994 : Around the time

Avec Marco Frisina et Ennio Morricone
- 1996 : Sansone e Dalila

Avec Marco Frisina e cœur
- 1996 : Mosè la Bibbia

Avec Cesare Poggi e Stefano Cerri
- 1998 : Classic in jazz (Tring, 030240 052328)

Avec la Storyville Jazz Band
- 2000 :  Jazz & Blues (Azzurra Music)

Avec Mattia Cigalini
- 2009 : Arriving Soon Soul 4

Avec Doris Norton
- 2013 : Parapsycho

### Participations
Avec Milva
- 1971 : Canzoni di Edith Piaf

Avec Roberto Vecchioni
- 1971 : Parabola (Roberto Vecchioni) (it)
- 1972 : Saldi di fine stagione (it)
- 1973 : L'uomo che si gioca il cielo a dadi (it)

Avec Adriano Celentano
- 1971 : Er più - Storia d'amore e di coltello (album) (it)
- 1980 : Geppo il folle (album) (it)
- 1981 : Deus (album) (it)

Avec Sergio Bruni
- 1971 :  'Na Bruna

Avec Enzo Jannacci
- 1972 : Jannacci Enzo (it)
- 1975 : Quelli che... (album) (it)
- 1976 : O vivere o ridere (it)
- 1977 : Secondo te...Che gusto c'è? (it)
- 1979 : Foto ricordo (it)
- 1980 : Ci vuole orecchio (it)
  -  : Nuove registrazioni (it)
- 1989 : 30 anni senza andare fuori tempo (it)

Avec Mina Mazzini
- 1972 : Cinquemilaquarantatre (it)
  -  : Domenica sera
- 1973 : Frutta e verdura (it)
  -  : Amanti di valore (it)
  -  : E poi.../Non tornare più (it) (single)
  -  : Lamento d'amore/Rudy (it) (single)
- 1975 : Minacantalucio (it)
- 1989 : Uiallalla (it)

Avec Peppino Gagliardi
- 1972 : Le mie immagini

Avec l'Orchestra de Pino Calvi
- 1972 : Romantic N. 2 (Rifi, RDZ-ST 14221)
- 1973 : Romantic N. 3 (Rifi, RDZ-ST 14227)
- 1974 : Romanic N. 4 (Rifi, RDZ ST 14236)
  -  : Romantic N. 5 (Rifi, RDZ-ST 14254)
- 1975 : Romantic Vol 6 - Concerto (Rifi, RDZ-ST 14261)
- 1976 : Romantic Discoteque V. 7 (Rifi, RDZ ST 14270)
- 1977 : Romantic N. 8 (Rifi, RDZ-ST 14285)
  -  : Romantic N. 9 - Melodie Da Grandi Films (Rifi, RDZ ST 14297)
- 1978 : Romantic N. 10 (Rifi)
- 1979 : Romantic N. 11 (Rifi, RDZ-ST 14310)
- 1980 : Romantic N. 12 (Rifi, RDZ-ST 14318)
  -  : Romantic N. 13 (Rifi, ST 14323)
- 1981 : Romantic N. 14 (CGD, 20253)

Avec Fausto Papetti
- 1972 : 15ª Raccolta (Durium, ms AI 77310)
- 1973 : 16ª Raccolta (Durium, ms AI 77324)
  -  : 17ª Raccolta (Durium, ms AI 77335)
- 1974 : 18ª Raccolta (Durium, ms AI 77342)
  -  : 19ª Raccolta (Durium, ms AI 77355)
- 1975 : 20ª Raccolta (Durium, ms AI 77363)
  -  : 21ª Raccolta (Durium, ms AI 77371)
- 1976 : 22ª Raccolta (Durium, ms AI 77380)
  -  : 23ª Raccolta (Durium, ms AI 77383)
- 1977 : 24ª Raccolta (Durium, ms AI 77386)
  -  : 25ª Raccolta (Durium, ms AI 77390)
- 1978 : 26ª Raccolta (Durium, ms AI 77397)
  -  : 27ª Raccolta (Durium, ms AI 77401)
- 1979 : 28ª Raccolta (Durium, ms AI 77405)
  -  : 29ª Raccolta (Durium, ms AI 77406)
- 1980 : 30ª Raccolta (Durium, ms AI 77414)
  -  : 31ª Raccolta (Durium, ms AI 77418)
- 1981 : 32ª Raccolta (Durium, ms AI 77420)
  -  : 33ª Raccolta (Durium, ms AI 77425)
- 1982 : 34ª Raccolta - Primo amore (Durium, ms AI 77428)
  -  : 35ª Raccolta (Durium, ms AI 77431)

Avec Vinícius de Moraes
- 1973 : L'arca (it)

Avec Renato Pareti
- 1973 : Dal mio lontano (it)

Avec Lara Saint Paul
- 1973 : Non preoccuparti/Adesso ricomincerei (it) (single)

Avec les New Trolls Atomic System
- 1973 : N.T. Atomic System (it)

Avec Corrado Castellari
- 1973 : Cioè... voglio dire... (it)

Avec Giorgio Gaber
- 1972 : Dialogo tra un impegnato e un non so (it)
- 1973 : Far finta di essere sani (it)
- 1974 : Anche per oggi non si vola (it)
- 1976 : Libertà obbligatoria (it)
- 1978 : Polli di allevamento

Avec La Famiglia degli Ortega gruppo rock
- 1973 : La Famiglia degli Ortega (album) (it)

Avec les New Trolls Atomic System
- 1974 : Una notte sul Monte Calvo/Somewhere (it) (single)
  -  : Tempi dispari (it)

Avec Ornella Vanoni
- 1974 : A un certo punto (it)
  -  : La voglia di sognare (it)

Avec Ninni Carucci
- 1975 : Da bambino mi hanno detto (it)

Avec Domenico Modugno
- 1975 : L'anniversario (album) (it)

Avec Enrico Intra
- 1975 : Paopop (Rifi, RDZ-ST 14259)

Avec Pino Donaggio
- 1976 : Certe volte... (it)

Avec Iva Zanicchi
- 1976 : Cara Napoli (it)

Avec Donatella Rettore
- 1977 : Donatella Rettore (album) (it)
- 1979 : Brivido divino (it)
- 1980 : Magnifico delirio (it)
- 1981 : Estasi clamorosa (it)

Avec Marcella Bella
- 1977 : Femmina (Marcella Bella) (it)

Avec Mia Martini
- 1977 : Per amarti (it)

Avec Alberto Radius
- 1977 : Carta straccia (album) (it)
- 1979 : America Good-Bye (it)

Avec Fabrizio De André
- 1978 : Rimini

Avec Vincenzo Spampinato
- 1978 : Vincenzo Spampinato (album) (it)

Avec Lucia Mannucci e Antonio Virgilio Savona
- 1979 : Un asinello di nome Platèro (it)

Avec Franco Battiato
- 1979 : L'era del cinghiale bianco (it)

Avec Don Backy
- 1979 : Vivendo cantando (Don Backy) (it)

Avec Toto Cutugno
- 1980 : Innamorata, innamorato, innamorati (it)

Avec Pino Daniele
- 1981 : Vai mo' (it)
- 1982 : Bella 'mbriana (album) (it)
- 1983 : Pino Daniele Live @ RTSI (it) (album live)
- 1984 : Sció live
- 1987 : Sinuhè
  -  : Blues Metropolitano
- 2008 : Ricomincio da 30

Avec Raffaella Carrà
- 1982 : Raffaella Carrà 82 (it)

Avec Christian De Sica
- 1994 : Sono tre parole (it)

Avec Gigi D'Alessio
- 2002 : Uno come te (it)

Avec Fabio Concato
- 2007 : Oltre il giardino (album) (it)

## Tullio De Piscopo. Classement en Italie[5]
| Titre             | Entrée | Top | Auteurs              | Note        |
| ----------------- | ------ | --- | -------------------- | ----------- |
| Andamento lento   | 1988   | 2   | Capuano - De Piscopo |             |
| E allora e allora | 1989   | 15  | Capuano - De Piscopo |             |
| Jastao'           | 1990   | 7   | De Piscopo           |             |
| Oulelè magidì     | 1991   | 29  | De Piscopo           |             |
| Qui gatta ci cova | 1993   |     | Capuano - De Piscopo |             |
| Musica e speranza | 2006   | 2   | Mogol - D'Alessio    | [ note 10 ] |

| Titre                     | Entrée     | Top | Semaines | Note  |
| ------------------------- | ---------- | --- | -------- | ----- |
| 50 - Musica senza padrone | 19/11/2015 | 51  | 2        | [ 6 ] |